# 카미유 루
카미유 루(Camille Lou, 1992년 5월 22일~)는 프랑스의 가수, 배우이다.

## 음반 목록
- 《La Grande Aventure》 ( 2010 )
- 《Love me Baby》 ( 2017 )